# Rezerwat przyrody Torfowisko Pobłockie
Rezerwat przyrody Torfowisko Pobłockie – torfowisko wysokie typu bałtyckiego na południe od wsi Pobłocie i Rzuszcze, na terenie gminy Główczyce w województwie pomorskim. Ustanowione jako rezerwat przyrody o powierzchni 112,31 ha w 1982 roku. Wokół rezerwatu wyznaczono otulinę o powierzchni 311,04 ha.
W centralnej części bezleśny mszar z wrzoścem bagiennym, wokół bory bagienne, w kilku miejscach skupienia woskownicy. We wschodniej części jeszcze w latach 90. XX wieku znajdowało małe jeziorko Czarne, dziś zarośnięte. Rezerwat cierpi od przesuszenia w wyniku pocięcia rowami i odwodnienia okolicznych łąk. Staraniem Klubu Przyrodników w 2006 roku zbudowano zastawki na rowach.
Rezerwat posiada plan ochrony zatwierdzony w 2017 roku. Według tego planu cały obszar rezerwatu podlega ochronie czynnej.
Od 2009 roku teren rezerwatu jest także chroniony w ramach sieci Natura 2000 jako specjalny obszar ochrony siedlisk „Torfowisko Pobłockie” PLH220042.